# La Plata Rugby Club
Maillots
La Plata Rugby Club est un club argentin de rugby à XV de la province de Buenos Aires en Argentine, membre de l'Unión de Rugby de Buenos Aires.

## Histoire
En 1924, des membres de la section aviron du club omnisports Club Gimnasia y Esgrima La Plata décident d’essayer un nouveau sport pour rester en forme pendant la période hivernale. Après une visite au Club Atlético San Isidro, ils optent pour le rugby à XV.
La section rugby de La Plata ouvre ses portes officiellement en 1925. Huit ans plus tard, le football devient professionnel en Argentine et l’URBA décide que les équipent de rugby doivent demeurer amateurs.
En 1934, la section rugby du Club Gimnasia y Esgrima La Plata devient un club indépendant. Cinq ans plus tard le club change de nom et opte pour le La Plata Rugby Club.

## Palmarès
- Vainqueur du Championnat de l'URBA en 1995.
- Vainqueur du championnat National des clubs en 2007.
  - Finaliste en 1995 et 2008.